# Wschodni Wierzchołek
Wschodni Wierzchołek – skała w grupie skał Czarciego Korytarza w Dolinie Będkowskiej na Wyżynie Krakowsko-Częstochowskiej. Znajduje się w obrębie wsi Będkowice, w województwie małopolskim, w powiecie krakowskim, w gminie Wielka Wieś.
Trzy skały Czarciego Korytarza tworzą dwa równoległe rzędy o pionowych ścianach, pomiędzy którymi jest wąski korytarz. W dolnym rzędzie są skały Ząb i Despekt, w górnym Wschodni Wierzchołek. Uprawiana jest na nich wspinaczka skalna. Paweł Haciski opisuje je pod wspólną nazwą Czarci Korytarz. Takie nazewnictwo podaje też mapa Geoportalu. Wszystkie trzy skały wymienia natomiast internetowa baza topo portalu wspinaczkowego, ponadto do Czarciego Korytarza zalicza samotną skałę Czarci Kamień, znajdującą się po północnej stronie Czarciego Korytarza.
Wschodni Wierzchołek to zbudowana z wapienia skalistego turnia o wysokości 10 m. Ma połogie, pionowe lub przewieszone ściany i znajduje się w lesie na stromym zboczu, nieco powyżej asfaltowej drogi z Będkowic przez dno Doliny Będkowskiej do Łazów. Jest na niej jedna droga wspinaczkowa: Męka Basi o trudności VI+ w skali trudności Kurtyki. Asekuracja własna.

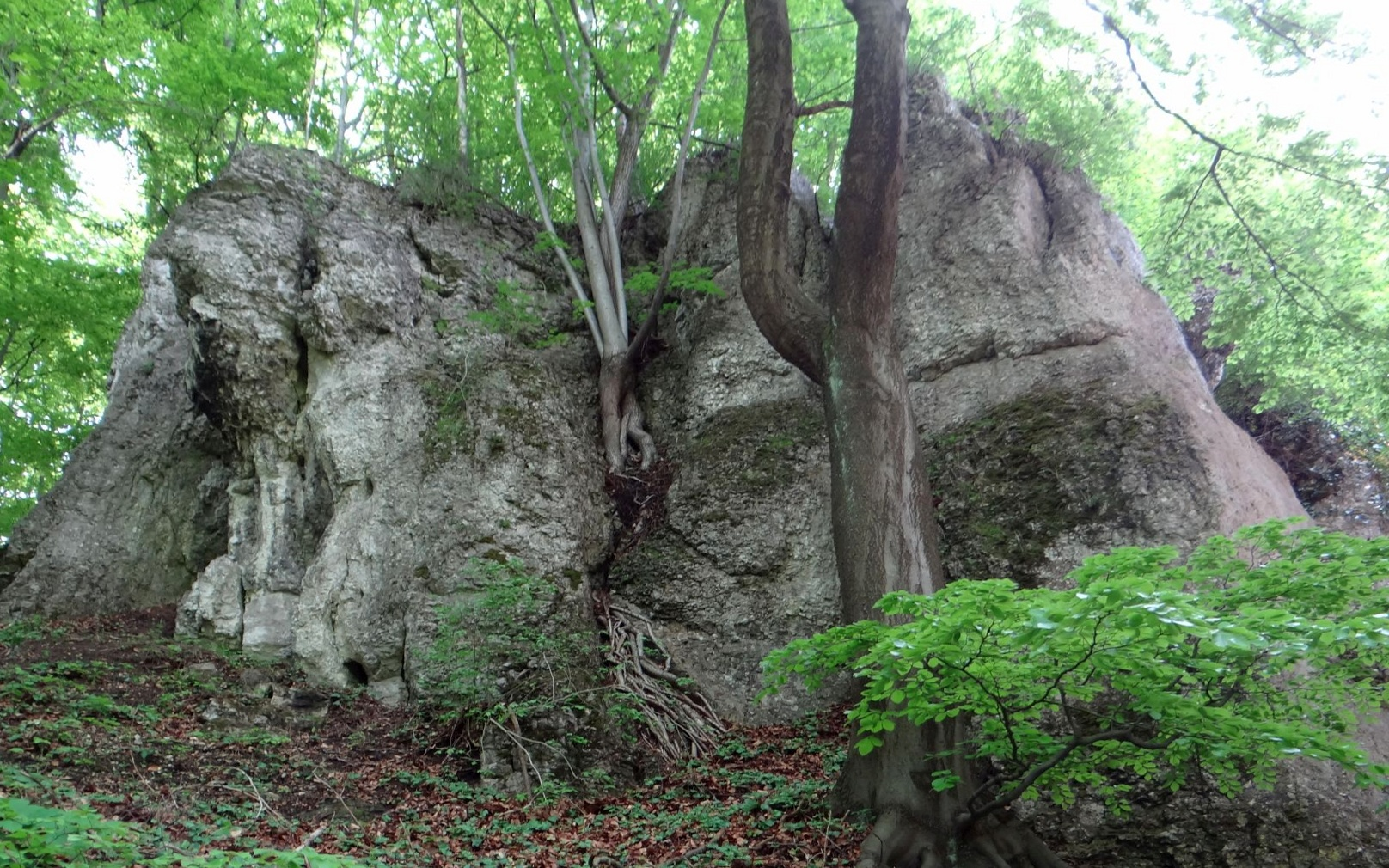
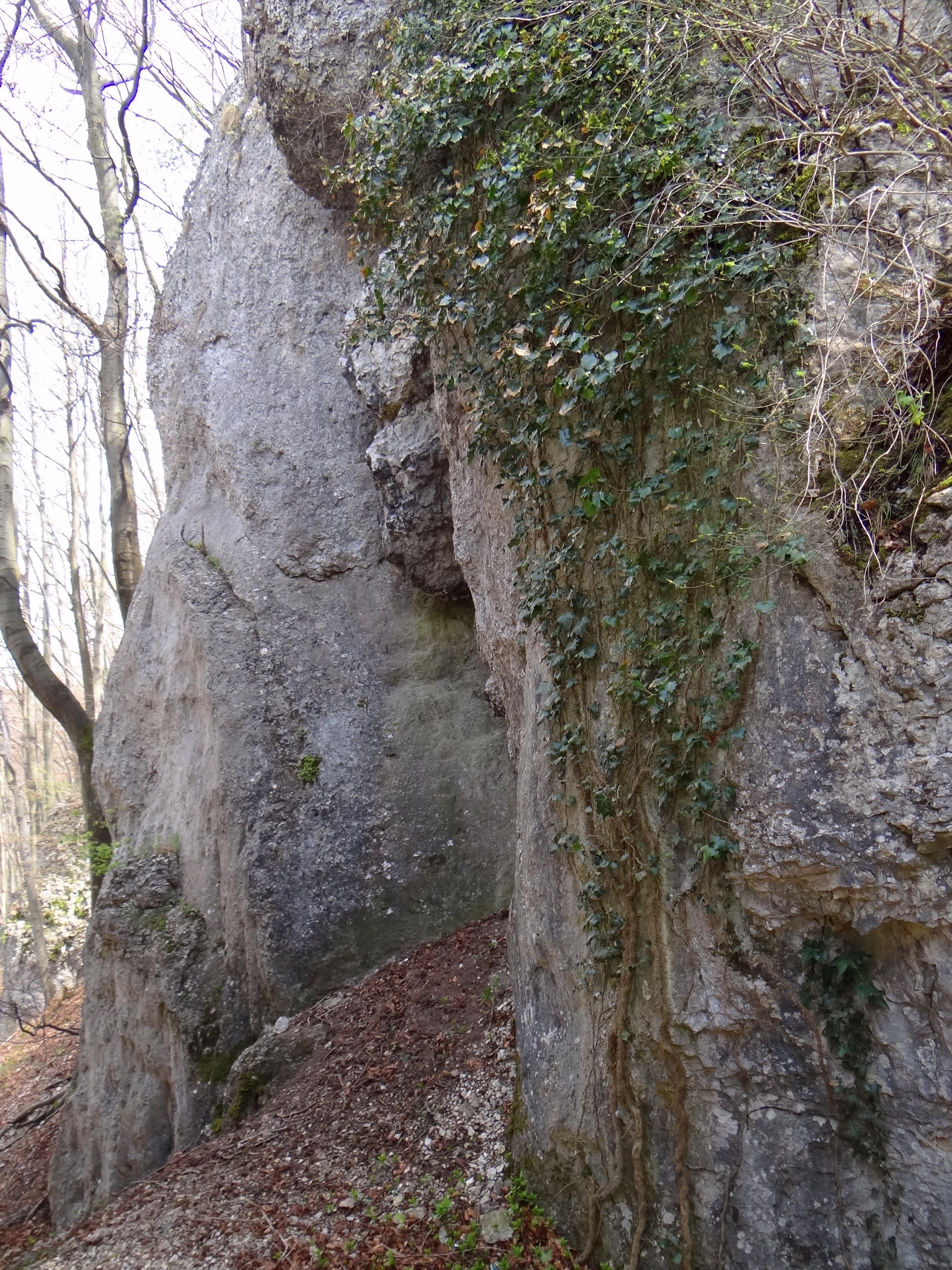
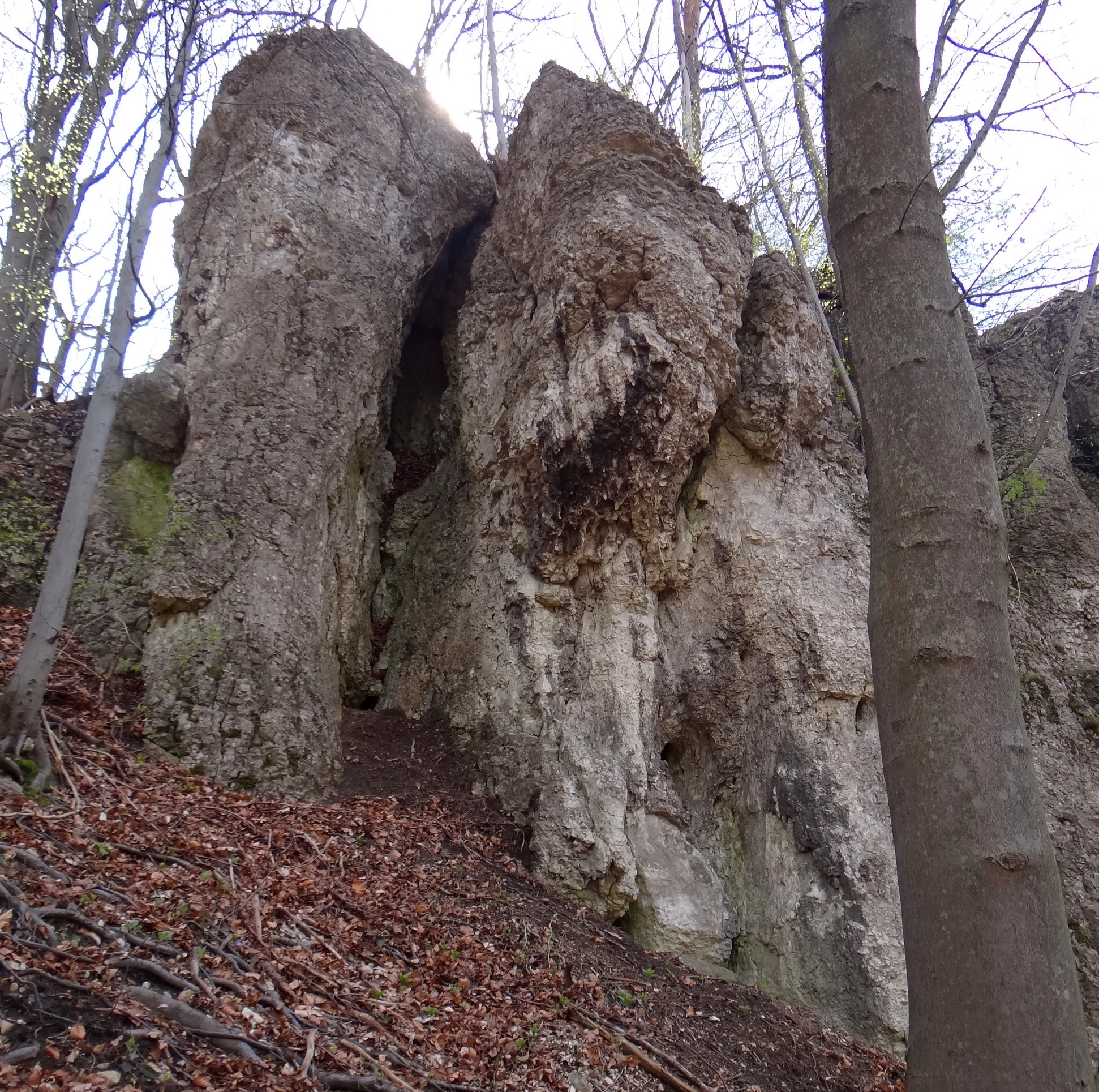
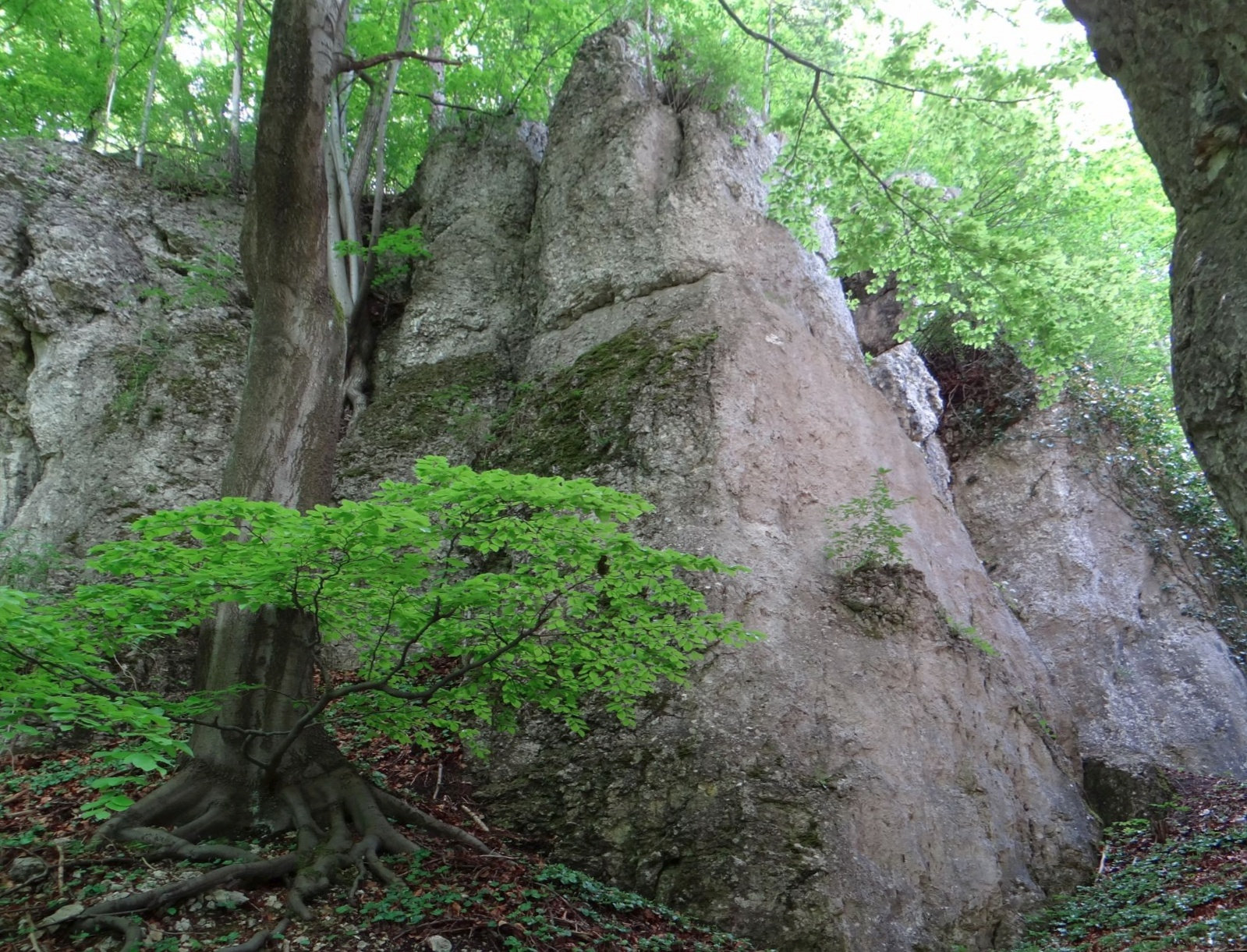
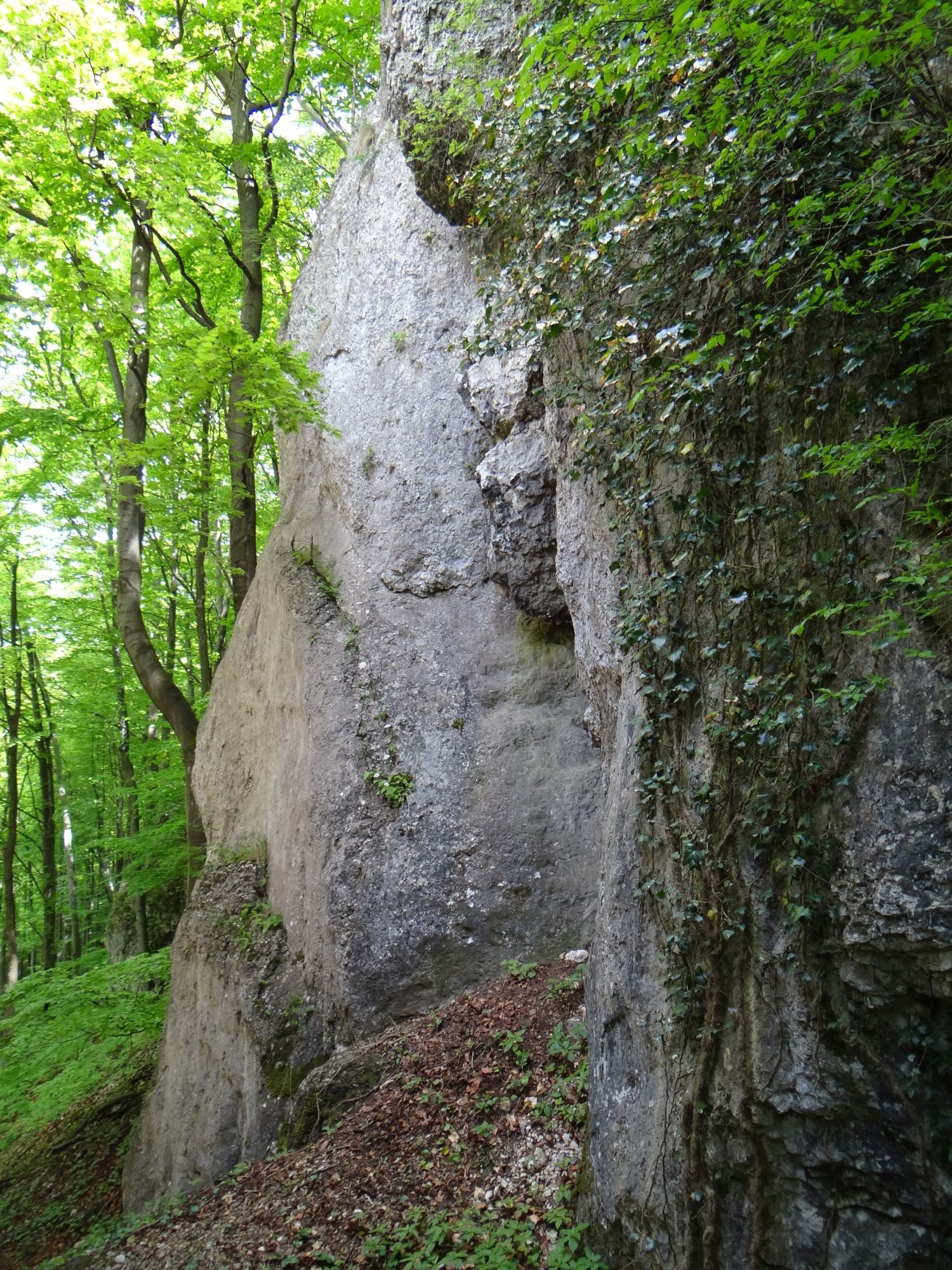

We Wschodnim Wierzchołku znajduje się jaskinia Czarci Komin.